# 清华大学井冈山兵团四一四总部
清华大学井冈山兵团四一四总部分裂自清华大学井冈山兵团，简称“四一四派”或“四派”。领导人沈如槐、孙怒涛等。其观点主要体现在《四一四思潮必胜》。属于造反派中的温和派。也有人认为属于新保守派。

## 历史
1967年4月14日成立“清华大学井冈山兵团四一四(革命)串联队”，5月29日正式成立“清华大学井冈山兵团四一四总部”。与团派之间的冲突不断升级，发展为清华大学百日大武斗。

## 组织
总部建制：
- 总部委员会(委员：沈如槐、孙怒涛、陈楚三、刘万璋、汲鹏、宿长忠、张雪梅、蒋南峰、李秀芙、傅正泰、谭浩强、任彦申等54人)
  - 常设或应急机构
    - 总部办公室
    - 作战部
      - 第一作战部(负责北京及校内)
      - 第二作战部(负责大批判)
      - 第三作战部(负责全国，下辖办公室、资料组、军事组、东北组、华北组、华东组、中南组、西北组、西南组)

    - 干部办公室
    - 宣传部
(动态组、简报组、广播台、报纸编辑部、发放组)
    - 组织部
    - 保卫部
    - 政治部
    - 干部参谋组、斗蒋作战部、行政管理总勤务站、斗批改办公室……
    - 文攻武卫总指挥部

  - 基层机构
    - 〇一部队~十二部队(或称支队)

  - 群众组织
    - 东方红战团(学生为主)
    - 二七战团(教工为主)

宣传刊物：《井冈山》报、《四一四战报》、《清华四一四通讯》、《情况简报》、《井冈山参考资料》、《大字报选》、《教革》、《联合风暴》、《满天红》、《重要文件》……

## 思想
唐少杰认为，以四派为代表的保守派是文革中所谓的“修正主义”力量，虽然他们也打着革命旗号，但并不完全接受“文革”理论，他们所掀起的“四一四思潮”从种种方面对“文革”产生疑虑、困惑、失望，从事实上动摇了“文革”正统权威。其观点主要体现在1967年8月出版的《四一四思潮必胜》一文。
据宋永毅、孙大进总结，四一四思潮有三大理论支柱：
1. “阶级关系不变论”。
2. “造反派不能坐江山论”。
3. “文化大革命必须修整、巩固、妥协论”。

《四一四思潮必胜》指出：“清华大学四一四派与团派的原则分歧与组织上的分裂，是具有全国性的普遍意义的。”而四一四派将取得胜利。

## 影响
《井冈山》报1967年9月7日发表《毛泽东思想必胜，机会主义必败——评大毒草〈414思潮必胜〉》。清华大学井冈山兵团的天安门纵队在清华《井岗山》报1967年8月26日发表《谁敢否定无产阶级文化大革命我们就和他拼命——评 〈四一四思潮必胜〉》。
1968年7月28日凌晨，毛泽东接见聂元梓、蒯大富、韩爱晶、王大宾、谭厚兰“五大领袖”时说：“清华“四·一四”说《四·一四思潮必胜》，我就不高兴，说打江山的人不能坐江山，无产阶级打天下不能坐天下。”并直言“那个四一四是反对我们的。”